# DreamCMS
DreamCMS（ドリームシーエムエス）は、株式会社コア（山口県山口市）により開発されたコンテンツ管理システム (CMS) であり、プログラム言語PHPで記述されている。デザイン設定、テンプレート設定、新着情報管理、カテゴリやページの作成と編集といった必要最低限の機能に絞っているため、HTMLやFTPなどの専門知識がなくてもサイト管理が行なえる。

## 歴史
- 2009年4月 - 株式会社コアで開発開始。
- 2009年10月 - β版をリリース。
- 2009年11月 - 正式版をリリース。

## 特徴的な機能
- 最上位カテゴリ、サブカテゴリ、単体ページといったメニューの管理を行う。
- ページ編集はブログ感覚のエディタを用いて行う（編集エディタにFCKeditorを用いている）。
- シンプルなデザインのため、あらゆる業種のサイトに利用することができる。
- デザインのカスタマイズは独自CSSの編集機能によって行うことができる。
- 記事掲載の開始および終了日時の設定ができる。
- ページに対して、外部サイトや関連ファイルへのリンク、および添付ファイルの設定ができる。

## 提供環境
- 有料版がある。
- PHP5以上、MySQL5以上の環境が必要。
- トピックス管理機能、ブログ管理機能はオプションにより設定可能。